# Vicente de la Mata
Vicente de la Mata (Rosário, 15 de janeiro de 1918 - Rosário, 4 de agosto de 1980) foi um futebolista argentino que atuava como atacante.
Começou a carreira em 1936, no Central Córdoba, pequeno clube de sua Rosário natal. Suas atuações o levaram, ainda como jogador da equipe rubroazul, à Seleção Argentina, sendo convocado para o Sul-Americano do ano seguinte.[carece de fontes?] No decorrer do torneio, foi negociado por 30 mil pesos com o Independiente, um dos grandes clubes argentinos. Inicialmente reserva, mostrou-se literalmente decisivo na competição, marcando os dois gols da vitória da Albiceleste na final, contra o Brasil.
O time de Avellaneda ainda não havia conseguido títulos na era profissional do futebol argentino, o que mudou em um ano. De la Mata compôs um trio ofensivo que se tornaria o mais célebre da história do clube, juntamente com Arsenio Erico e Antonio Sastre, no que foi a linha ofensiva mais goleadora na Argentina do período 1938-39, justamente quando o Rojo faturou um bicampeonato seguido. Sob eles, o clube também conseguiu um recorde de doze vitórias seguidas entre os dois campeonatos, uma marca que só seria quebrada em 2001, pelo San Lorenzo. A série foi interrompida em um clássico de Avellaneda, na terceira rodada do campeonato de 1939. A frustração seria vingada no ano seguinte: em 3 de novembro de 1940, o Racing foi humilhado por 0 x 7 com dois gols de De la Mata, no que é até hoje a maior goleada do clássico.
Imprevisível e com grande habilidade para esquivar-se dos marcadores, inspirou desde cânticos como "¿Adónde va la gente? ¡A ver a Don Vicente!" e "¡La gente ya se mata! ¡Por ver a De la Mata!" até um tango de Nolo López chamado "Capote", como De la Mata era conhecido.
No decorrer da década de 1940, as conquistas com o Independiente não vieram como se esperava. Em compensação, De la Mata seguiu conquistando Sul-Americanos com a Argentina, faturando os de 1945 e 1946. Ele, que já havia atuado ao lado de Roberto Cherro, Enrique García, José María Minella, Carlos Peucelle, Bernabé Ferreyra e Francisco Varallo, formou um ataque demolidor com Norberto Méndez, Adolfo Pedernera, Ángel Labruna e Félix Loustau. Foi um dos membros da talentosa geração argentina dos anos 40 privada de uma Copa do Mundo, dentre outros motivos, devido à Segunda Guerra Mundial, que inviabilizou as edições de 1942 e 1946. Em 1947, mesmo consagrado, ficou de fora do título no Sul-Americano de 1947, com a concorrência tão acirrada que mesmo Alfredo Di Stéfano fora reserva ali.
No ano seguinte à ausência, porém, conseguiu novo título argentino com seu clube. Àquela altura, era o único remanescente do tridente histórico. Deixou o clube em 1950, depois de treze anos, 363 partidas e 150 gols. Voltou para sua Rosário, primeiramente no Newell's Old Boys, voltou ao mesmo Central Córdoba onde iniciara a carreira 17 anos antes e se aposentou em 1958, defendendo o Leones DAS y B, equipe da Liga Independiente de Fútbol (uma das Ligas Regionais do futebol argentino). Seu filho, igualmente chamado Vicente de la Mata, também seria ídolo no Independiente e jogador da Argentina, no que foi o primeiro caso em que a seleção convocou o filho de alguém que já havia atuado por ela.

## Títulos
Independiente

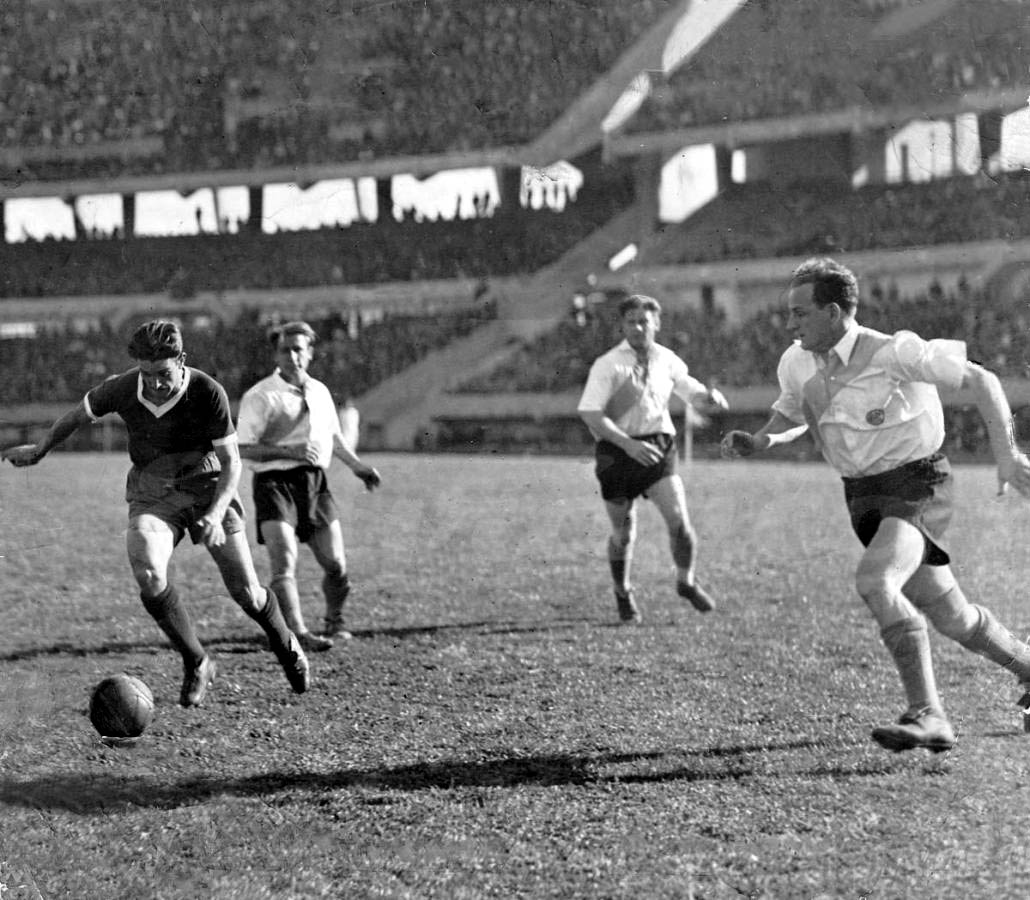
À direita, enfrentando o River Plate.

- Campeonato Argentino: 1938, 1939, 1948[1]

Seleção Argentina
- Campeonato Sul-Americano: 1937, 1945 e 1946[6]